# فردریک گرووز (بازیکن فوتبال، زاده۱۸۹۲)
فردریک گرووز (انگلیسی: Frederick Groves; ۶ مهٔ ۱۸۹۲ – 1980 (aged 88)) بازیکن فوتبال اهل بریتانیا بود.
از باشگاه‌هایی که در آن بازی کرده‌است می‌توان به باشگاه فوتبال استوک سیتی، باشگاه فوتبال کریستال پالاس، باشگاه فوتبال ترانمره راورز، باشگاه فوتبال شفیلد یونایتد، باشگاه فوتبال لینکولن سیتی، باشگاه فوتبال وورکساپ تاون و باشگاه فوتبال هادرزفیلد تاون اشاره کرد.